# Un bon bock
Un bon bock (česky Jedno dobré malé pivo) byl francouzský animovaný film z roku 1892. Režisérem byl Émile Reynaud (1844–1918). Film byl vytvořen již v roce 1888, ale premiéru měl až 28. října 1892. Film je považován za ztracený.